# Peritraeus hystrix
Peritraeus hystrix Simon, 1895 è un ragno appartenente alla famiglia Thomisidae.
È l'unica specie nota del genere Peritraeus.

## Distribuzione
L'unica specie oggi nota di questo genere è stata rinvenuta nello Sri Lanka

## Tassonomia
Dal 1895 non sono stati esaminati altri esemplari, né sono state descritte sottospecie al 2014.